# Simon Eder
Simon Eder (n. 23 februarie 1983, Zell am See, Salzburg, Austria) este un biatlonist ce a reprezentat Austria, medaliat olimpic. A participat la 4 ediții ale Jocurilor Olimpice (2010, 2014, 2018, 2022) în care a câștigat o medalie de argint și o medalie de bronz.